# Xylocopa frontalis
Xylocopa frontalis là một loài Hymenoptera trong họ Apidae. Loài này được Olivier mô tả khoa học năm 1789.

## Hình ảnh

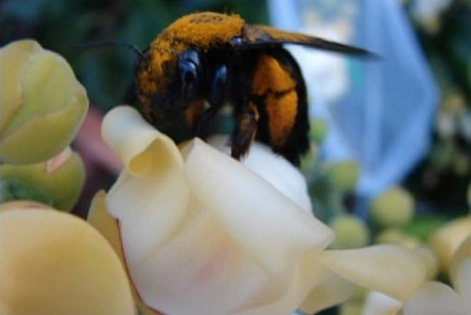
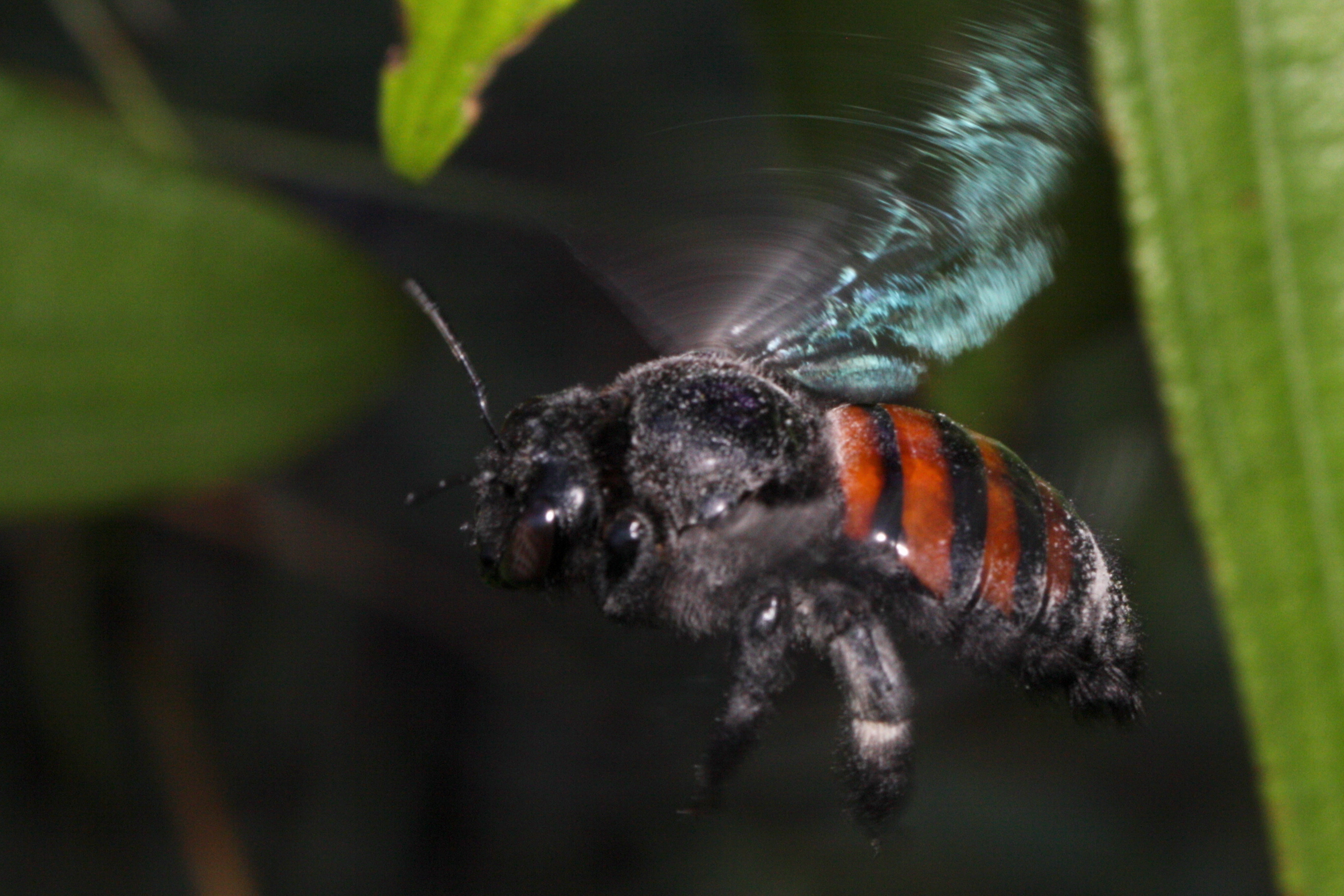
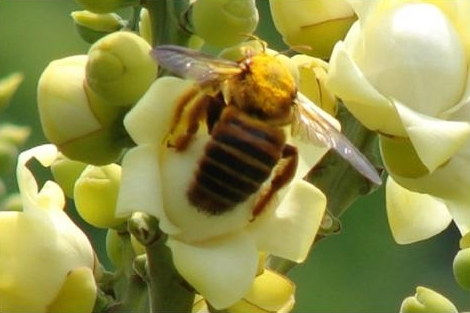
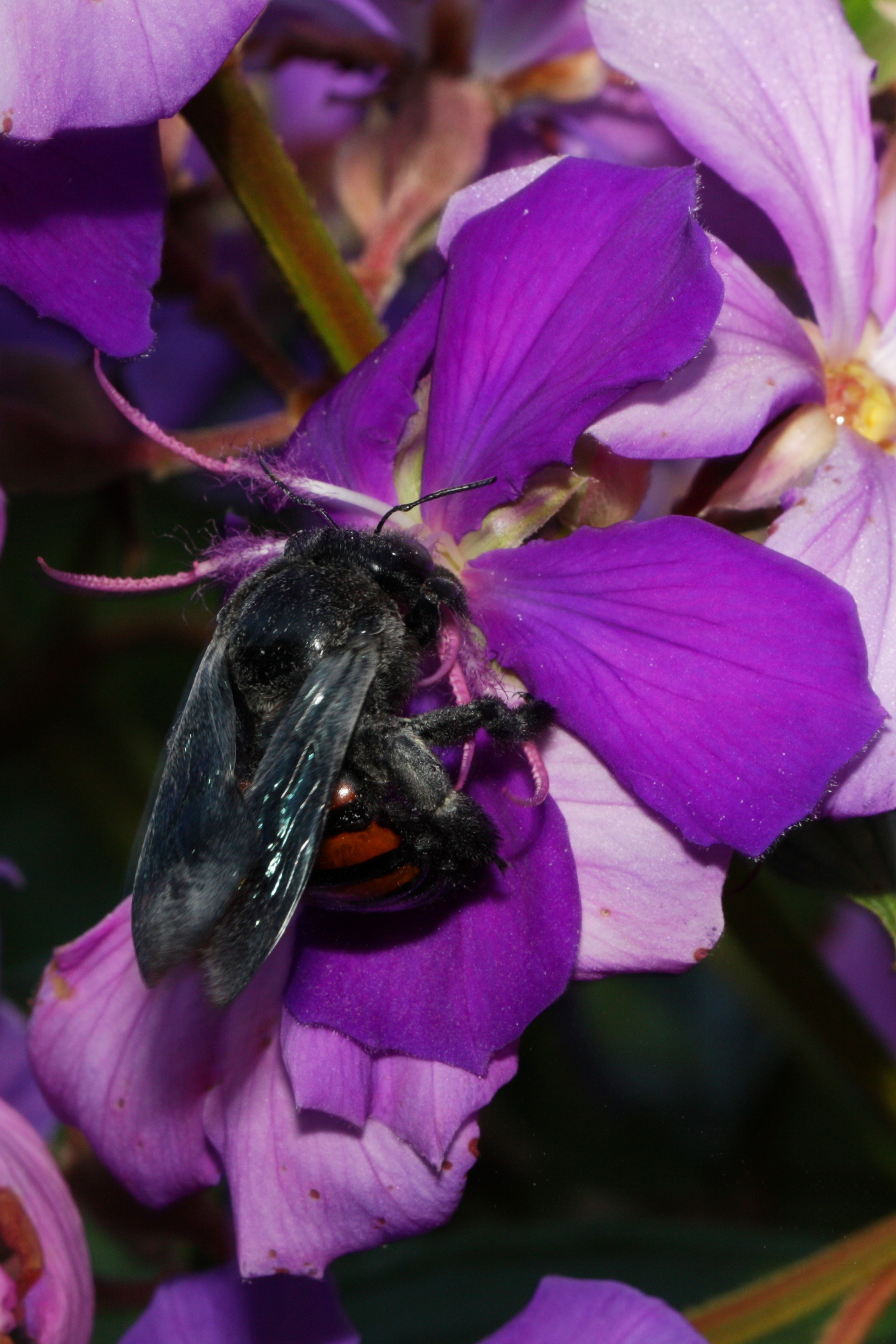